# مسجد جامع اردستان
مسجد جامع اردستان به گویش اردستانی "مِزگی آنّه" بنایی تاریخی در شهر اردستان است. معمار بنا استاد محمود اصفهانی است. این مسجد در مرکز محله ابالی اردستان واقع شده و از کهن‌ترین مساجد ایران می‌باشد. این مسجد نخستین مسجد دوطبقه تاریخ اسلام و دومین مسجد چهار ایوانی جهان اسلام است که در دوره سلجوقی ایجاد شده است.

## تاریخچه
این مسجد قبلاً آتشکده یا معبد بوده‌است و هلاکوی مغول در قرن ۷ هـ. ق به قتل و غارت ساکنان شهر پرداخت و آن را به صورت نیمه ویران درآورد و باید گفت مسجد اولیه با فرم شبستانی، دارای صحن مرکزی (میانسرا)، شبستان‌های ستوندار در ۴ سمت حیاط، دیوار خشتی محصورکننده و سر در بوده‌است.
تاریخچه ساخت مسجد جامع اردستان را می‌توان به سه دوره تقسیم کرد (نیازمند منبع)
- دوره نخست- قرن سوم ه‍.ق ‚مسجد از آتشکده‌ای گنبدی به مسجدی به صورت شبستانی در شیوهٔ خراسانی تبدیل شده‌است. البته گنبد فعلی مربوط به شیوهٔ رازی است.
- دوره دوم- در قرن سوم وچهارم ه‍.ق از صورت شبستان گنبدی به مسجدی کوشک مانند تبدیل شد.
- دوره سوم - در قرن ششم ه‍.ق در عهد سلجو قیان مسجد تقریباً ویران و به صورت چهار ایوانی در شیوهٔ رازی بنا شده‌است.

بنا دارای دو تاریخ احداث است؛ یکی ۵۵۳ هجری قمری که در انتهای کتیبه بزرگ شبستان گنبدی آمده و دیگری ۵۵۵ هجری قمری که در ایوان جنوبی شبستان ثبت شده‌است و به ظاهر چنین می‌نماید که شبستان و ایوان هم‌زمان ساخته شده‌اند، حال آن که چنین نیست. واقعیّت این است که حدود سال ۵۵۳ هجری قمری، هنگامی که مسجد اوّلیّه را به صورت مسجدی چهار ایوانه درآوردند و شبستان گنبدی را تبدیل به نمازخانه مسجد کردند، این شبستان را با کاشیهایی نظیر کاشی‌های بناهای جدید پوشاندند.
موقعیت جغرافیائی: از جنوب به آب انبار‚ از مغرب به معبر باغ، از شمال به معبر باغ و از غرب به حمام عمومی و کاروانسرا
مسجد جامع اردستان به سبک مسجد جامع اصفهان (شیوه رازی) بنا شده و اکنون مسجدی چهار ایوانی است. این مسجد ورودی‌های متعددی دارد. ورودی اصلی که دالان طویلی است‚ در گوشه جنوب غربی مسجد قرار دارد که از یک سو به محله فهره‚ و از سوی دیگر به دشت محال راه دارد. نمای این ورودی از یک قوس ‚ دو طاق نمای محرابی شکل ‚دو لچکی ‚دونیم ستون آجری ‚دو قاب تزیینی ودو سکوی آجری تشکیل شده‌است.
در قسمت شمالی مسجد دو ورودی قرارگرفته ‚یکی به مدرسه علمیه متصل است و دیگری به فاصله اندکی‚ گذر شمالی را به داخل مسجد مرتبط می‌کند. این ورودی‌های متعدد عامل ارتباط فضاهای اطراف با مسجدند.
مسجد جامع اردستان از ۴ ایوان یا صفه تشکیل شده که بشرح زیر است:
صفه صاحب الزمان
صفه جنوبی که شامل ایوان و گنبد خانه می‌باشد به صفه صاحب الزمان مشهور بوده و از قدیمی‌ترین قسمت‌های مسجد می‌باشد گنبد این صفه روی ساختمان مربعی شکلی که توسط گوشواره‌ها به ۸ ضلعی و۱۶ ضلعی تبدیل شده‌است و زمینه دایره شکلی را که گنبد بر روی آن سوار شده مهیا گردیده ‚ وضع طاق بندی و آجر کاری زیر گنبد از شاهکارهای هنری و فوق العاده مهم دوران سلجوقی و متعلق به اواخر قرن پنجم ه‍.ق می‌باشد. در گنبد خانه مسجد کتیبه‌های زیبا به خط ثلث در طاق‌های قوسی و اطراف شبستان به چشم می‌خورد که در نگاه اول استنباط می‌گردد که فرد خیری به نام محمود اصفهانی معروف به غازی در سال ۵۵۱ ه‍.ق آن را تعمیر نموده‌است
ایوان شمالی
این ایوان که به صفحه صفا معروف است در دوران پادشاهی شاه طهماسب صفوی و به سعی و کوشش و توسط معمار استاد حیدر علی بن ذوالفقار اردستانی از معماران زبردست قرن دهم هجری تکمیل گردیده‌است.
ایوان شرقی
این ایوان به صفه امام حسین ویا صفه امیر جمله معروف می‌باشد که در قرن یازدهم ه‍.ق به اهتمام میر محمد سعید ملقب به امیر جمله المک ار سادات عظام حسینی اردستان احداث شده و موقوفه‌ای بر آن مقرر داشته و بر روی دری که یک لنگه از آن موجود است این شعر زیبا حک شده‌است.
ساخت رکن این مسجد به صفا… جمله الملک آن سعید لقا
ایوان غربی
این ایوان به صفه امام حسن مجتبی یا حکیم الملک معروف است در این صفه کتیبه‌ای به خط نستعلیق وجود دارد که قسمتهایی از آن خراب شده‚ در سقف این ایوان نقاشی‌ها و آیات قرآنی به طرز زیبائی نقش بسته و در بالای آن مناره‌ای قرار دارد.
و می‌توان از ساکنین محترم آن اهالی آقای طالبی را نام برد که نقش اساسی در تعمیرات و حفظ این منبع ارزشمند ایرانی دارند.

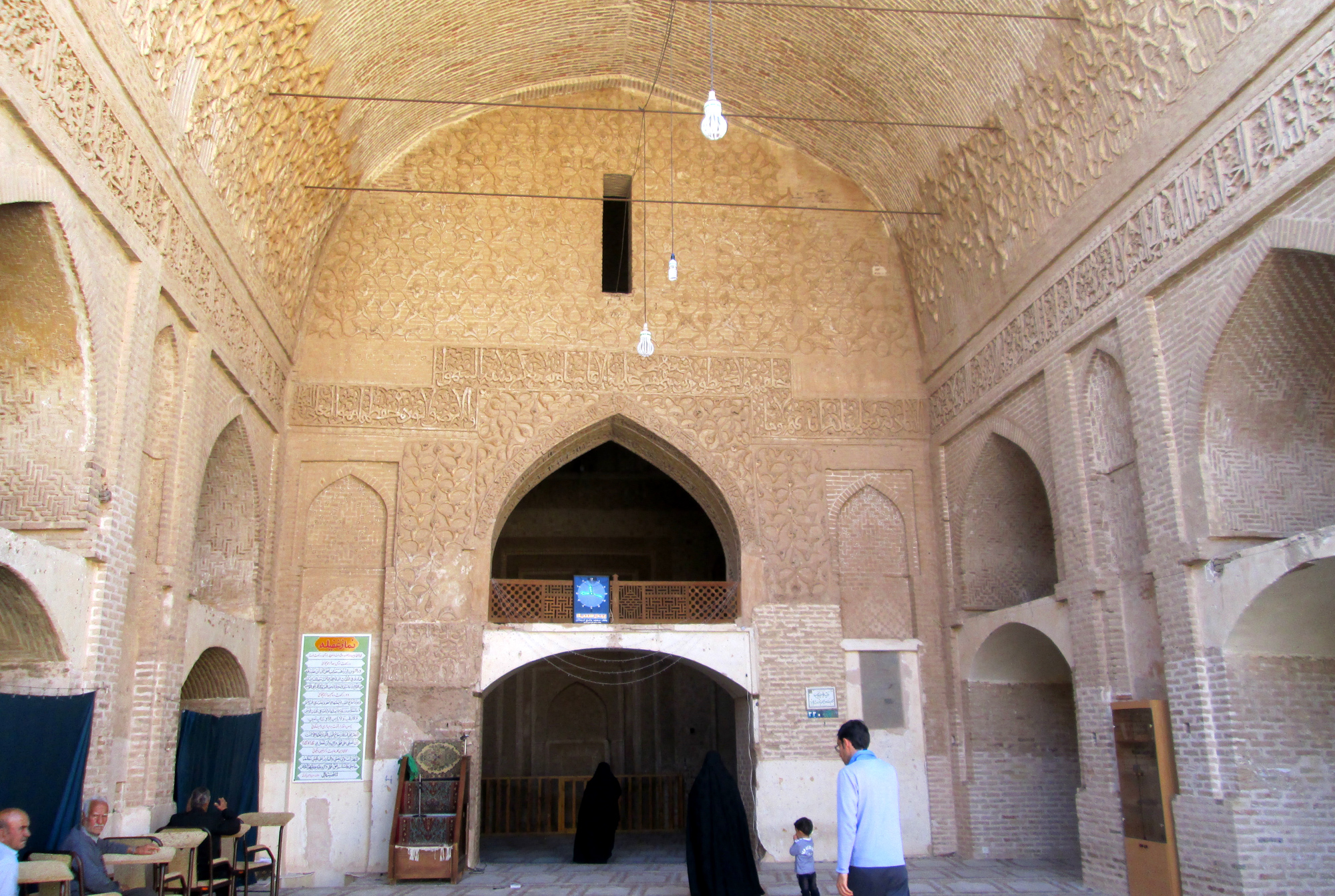
مسجد جامع اردستان
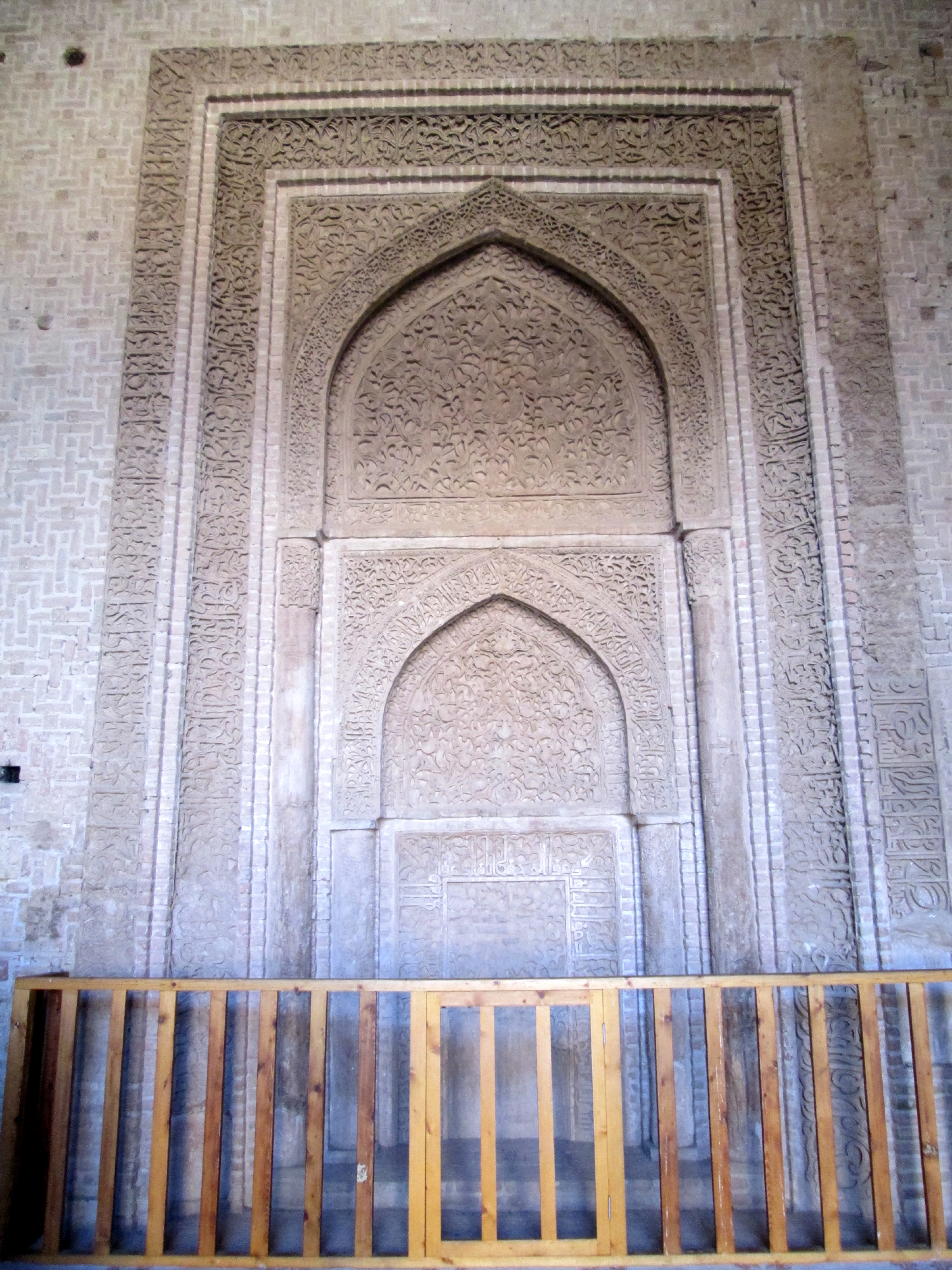
مسجد جامع اردستان
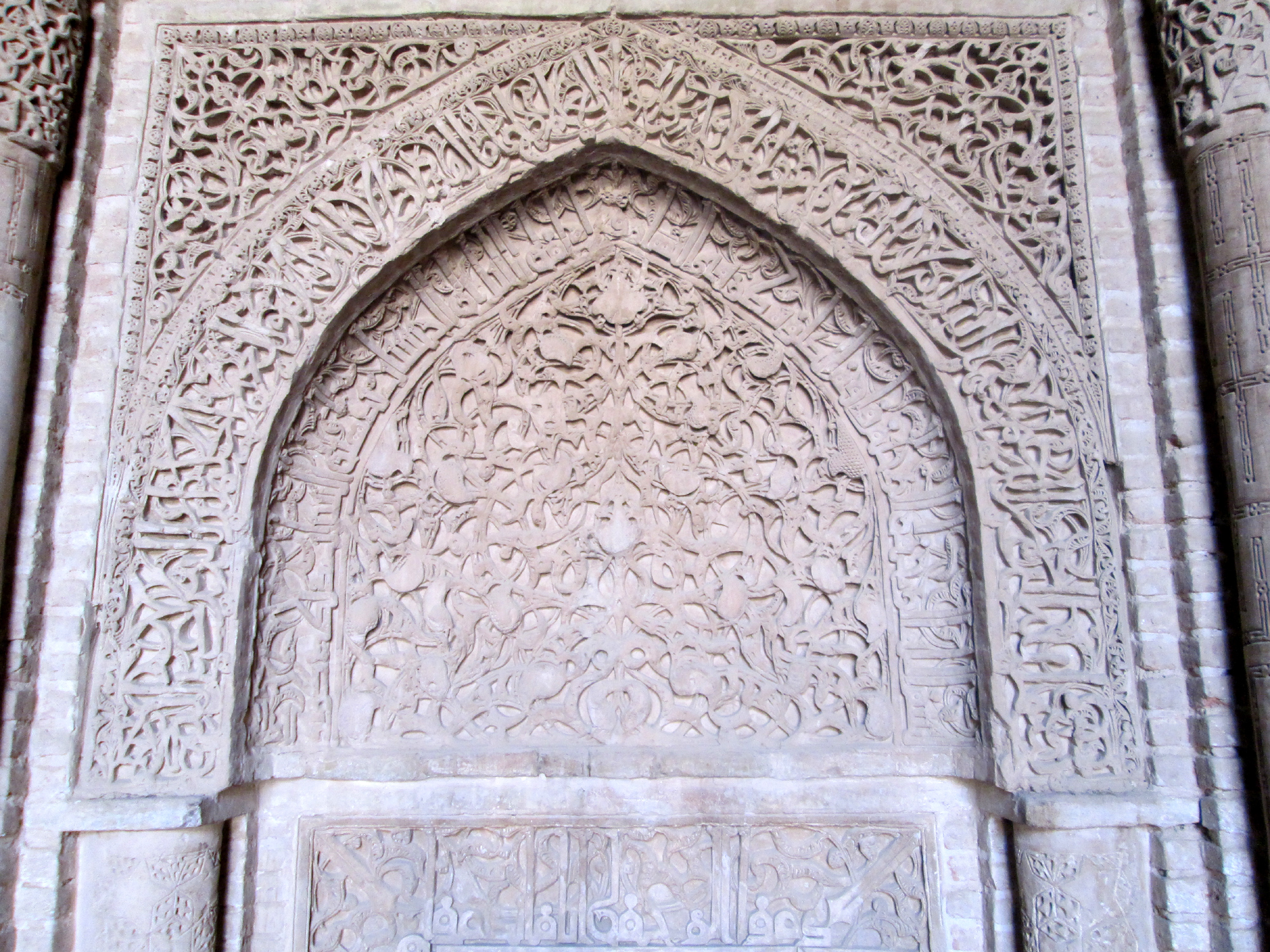
مسجد جامع اردستان
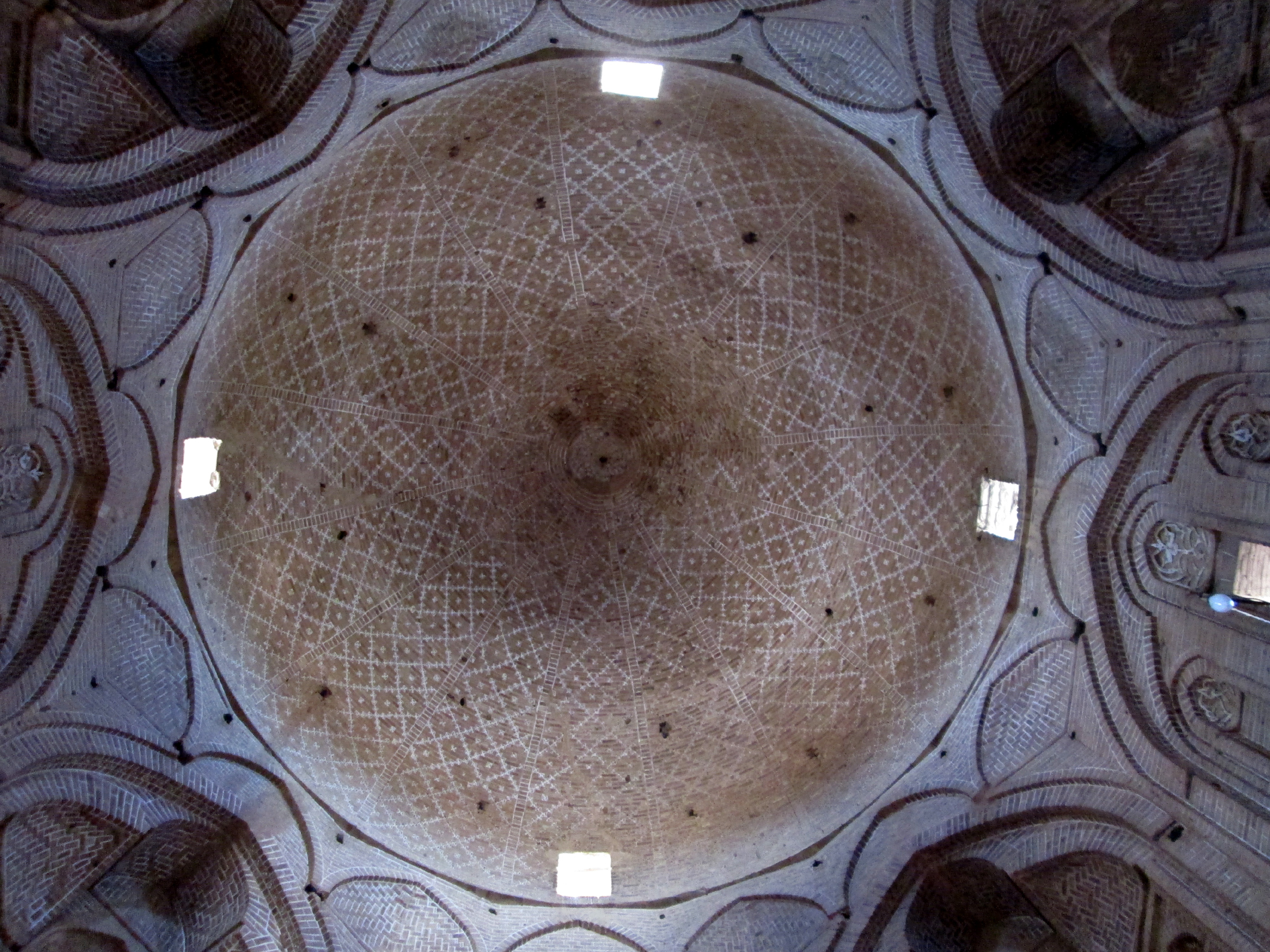
نمایی از گنبد اصلی مسجد جامع اردستان
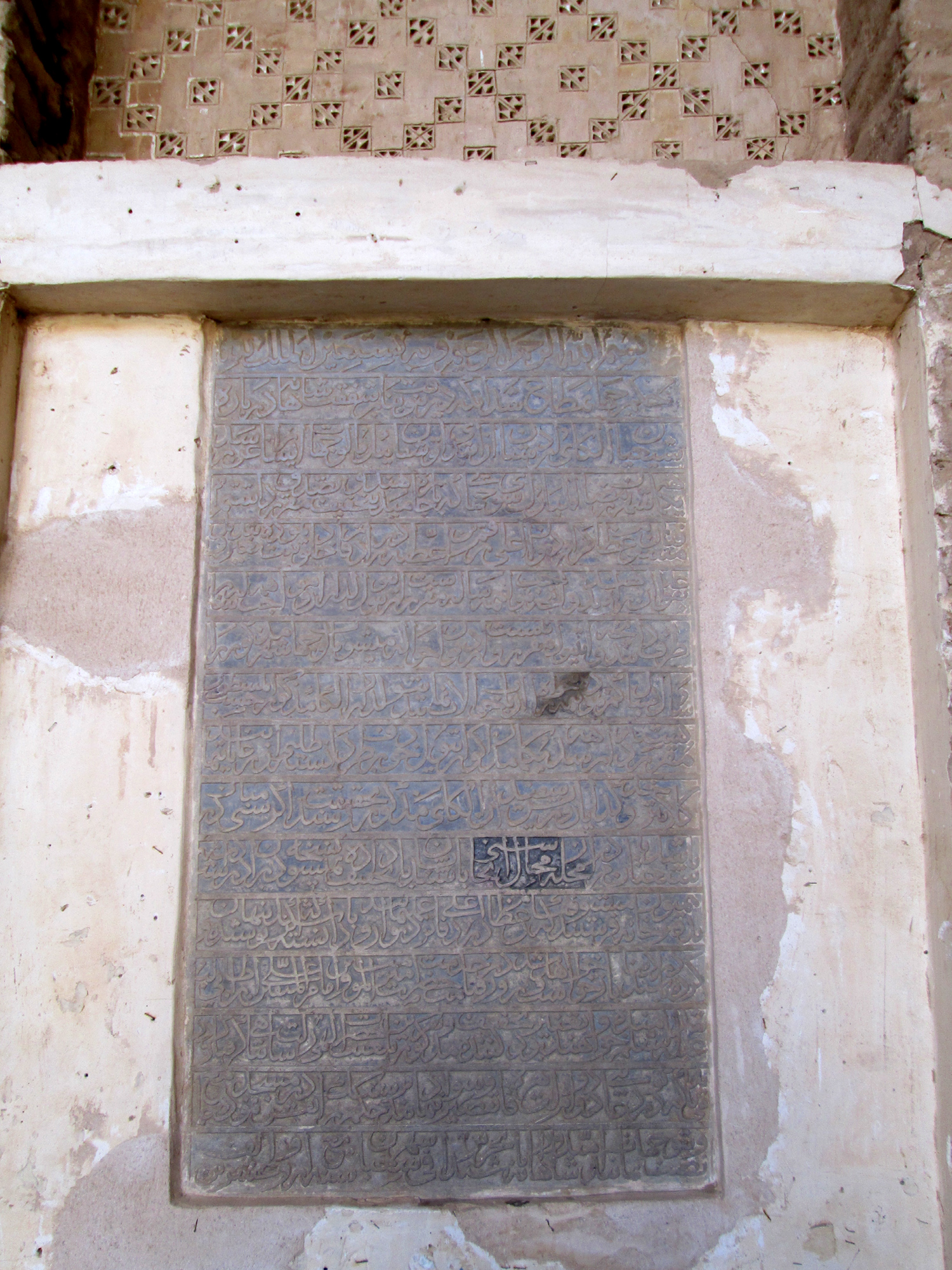
کتیبه ایوان اصلی مسجد جامع اردستان
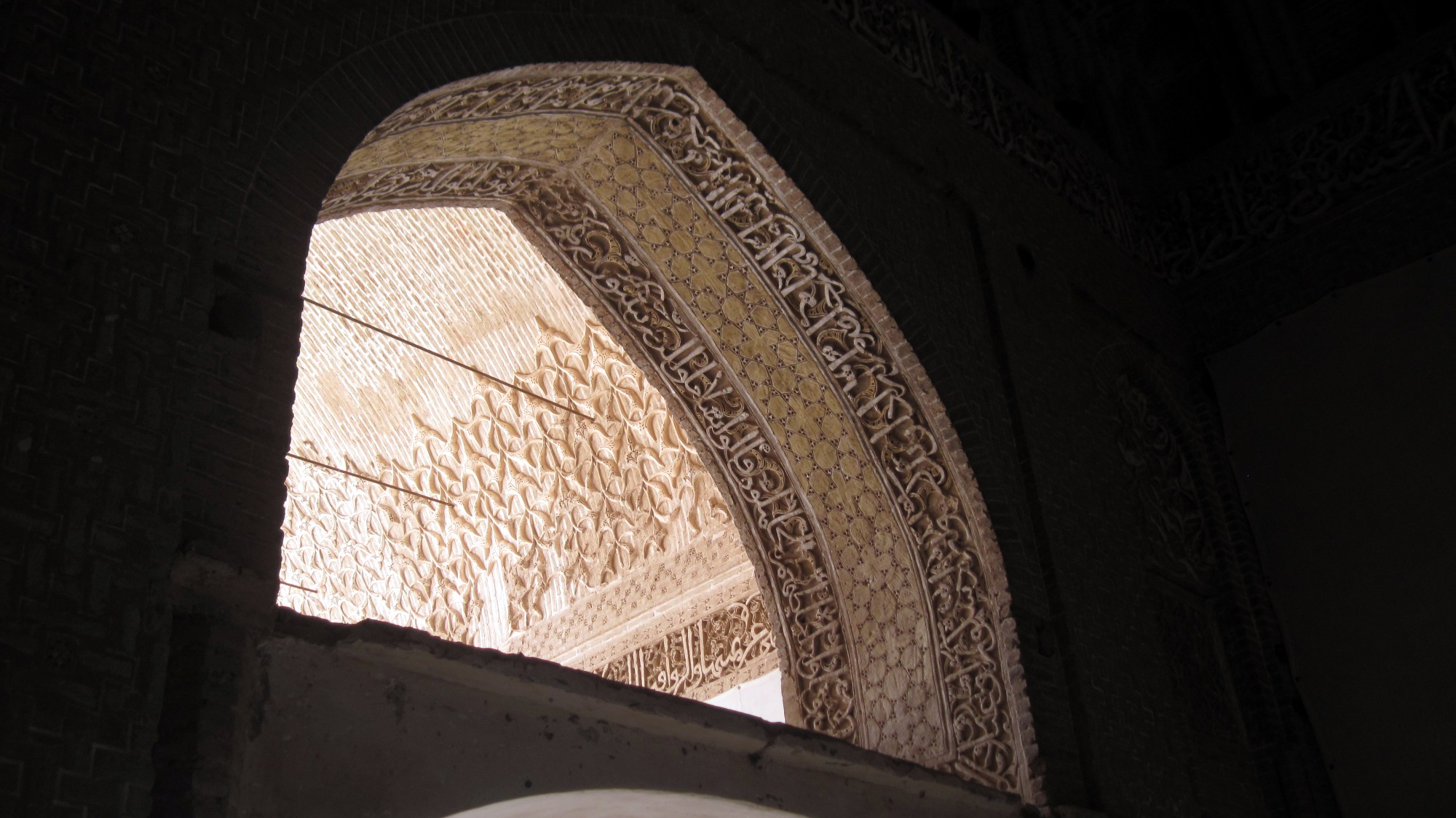
نمایی از داخل مسجد جامع
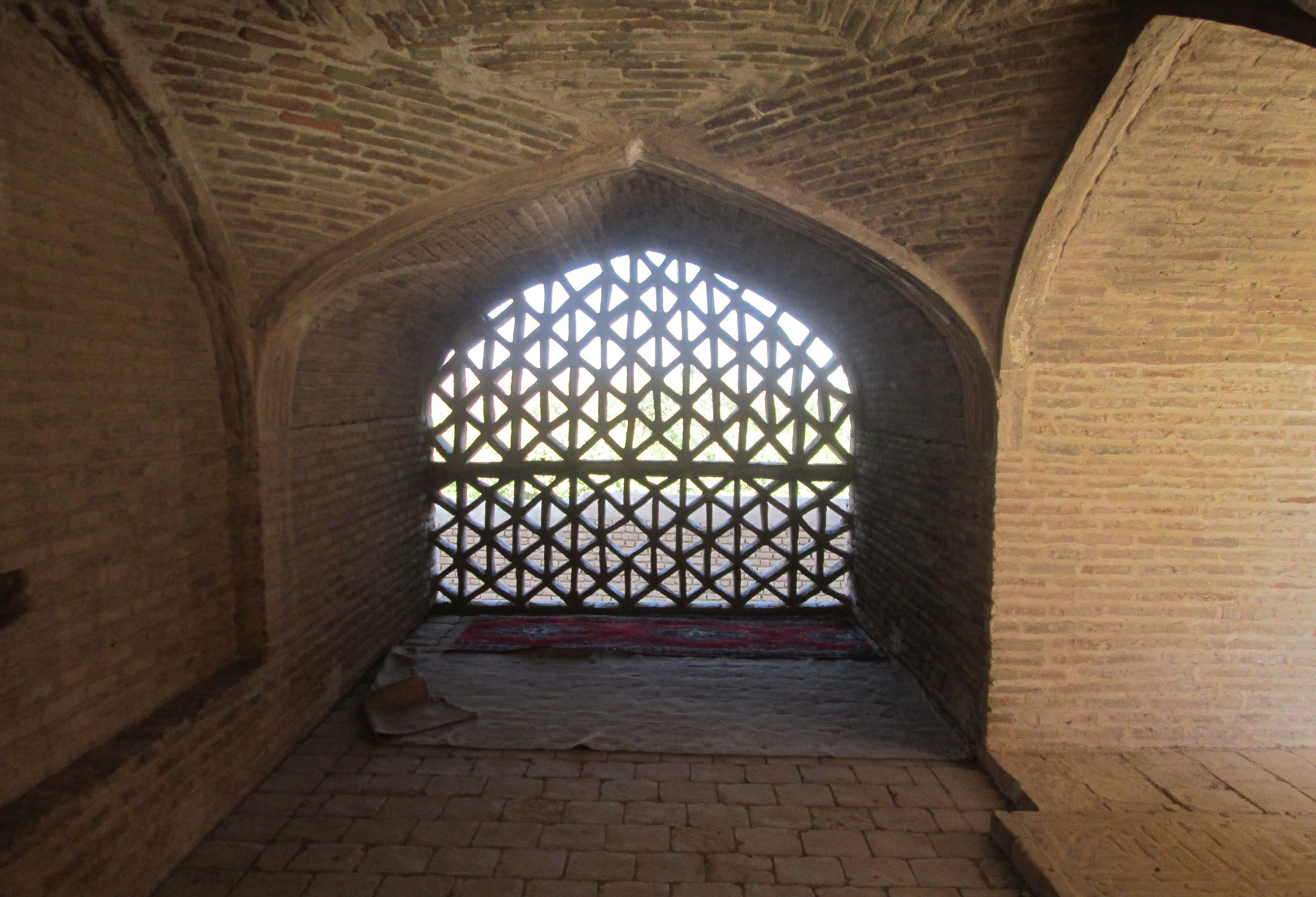
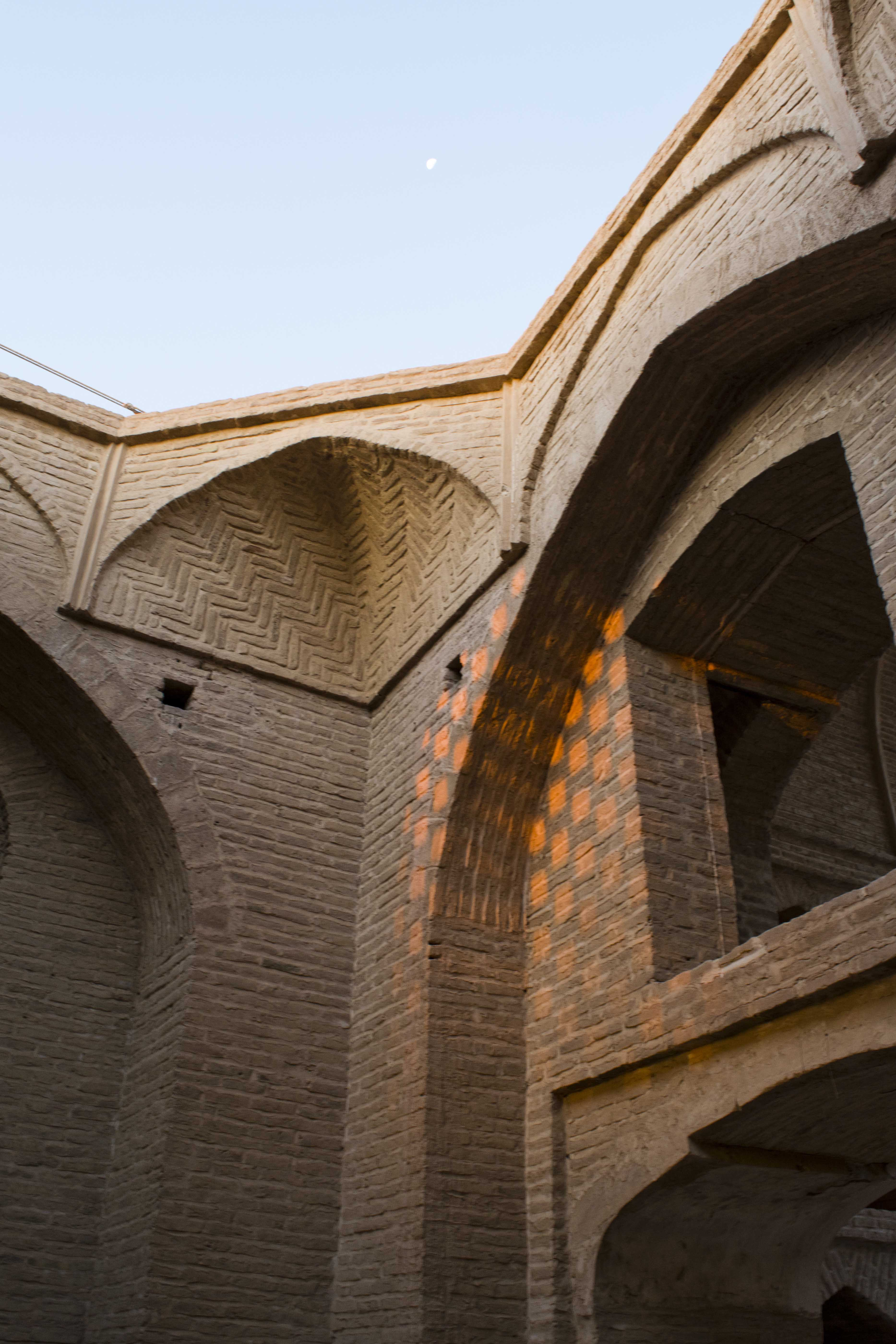
تابش صبح‌گاهی بر مسجد جامع جامع اردستان
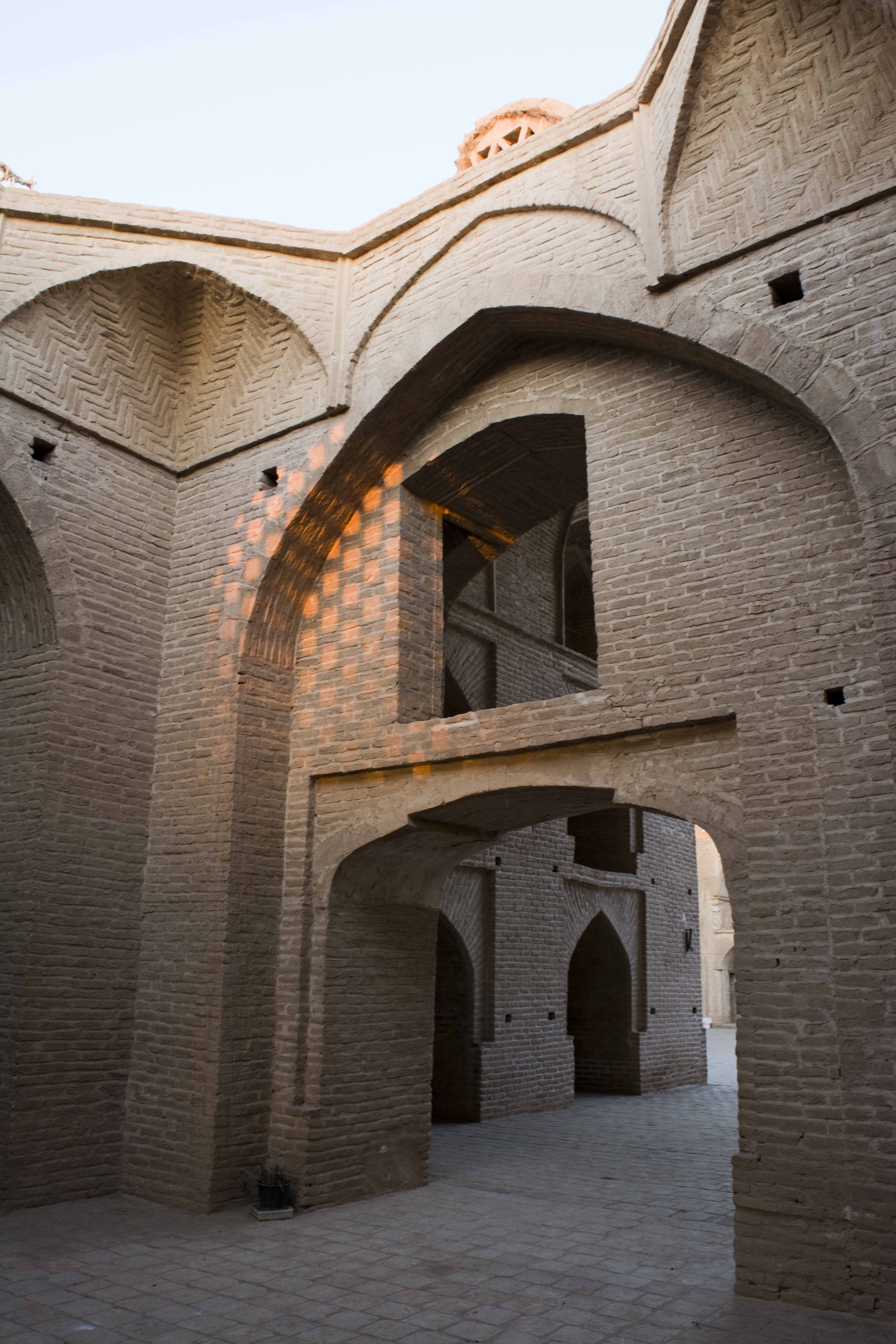
تابش صبح‌گاهی بر مسجد جامع جامع اردستان
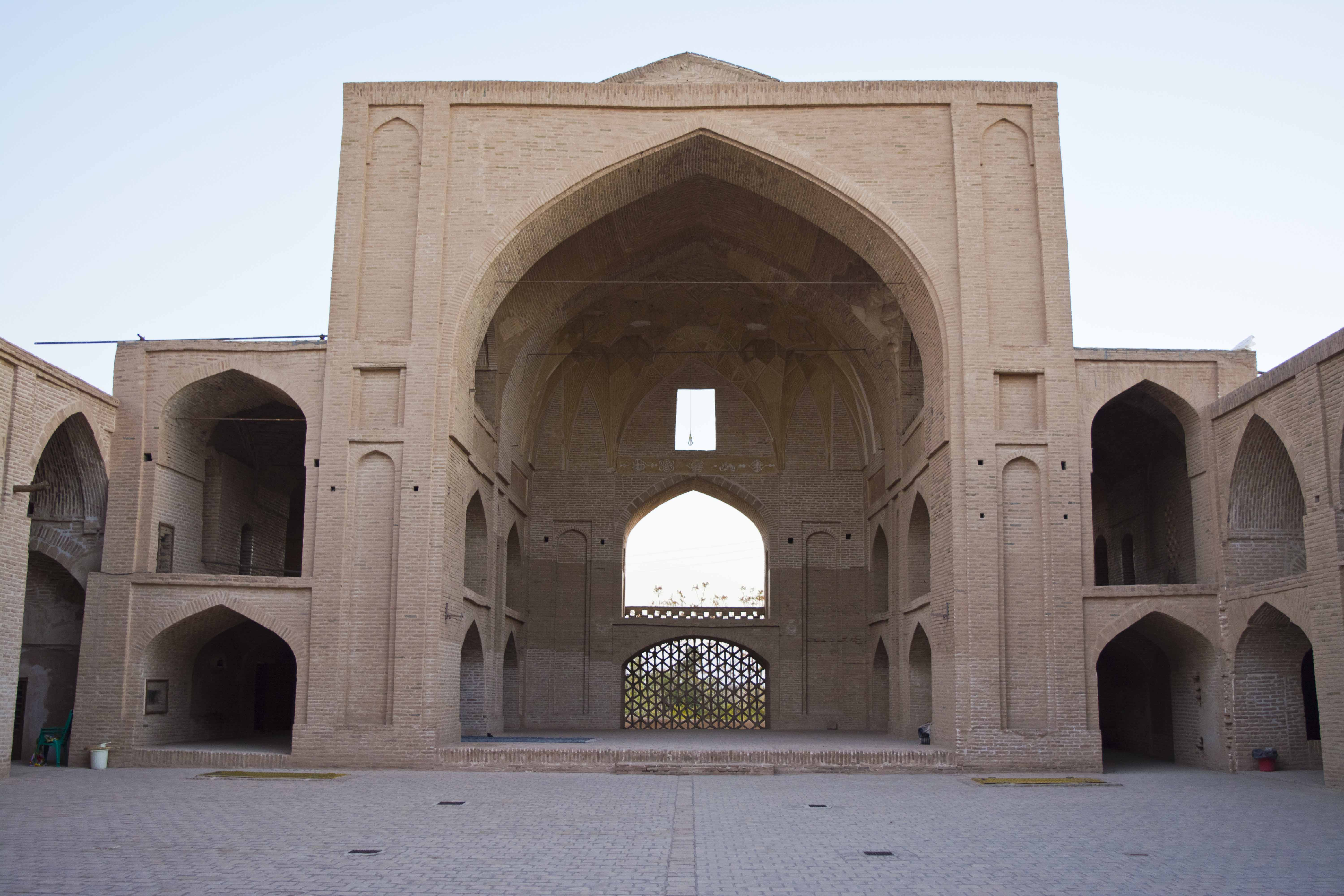
ایوان شمالی مسجد جامع اردستان
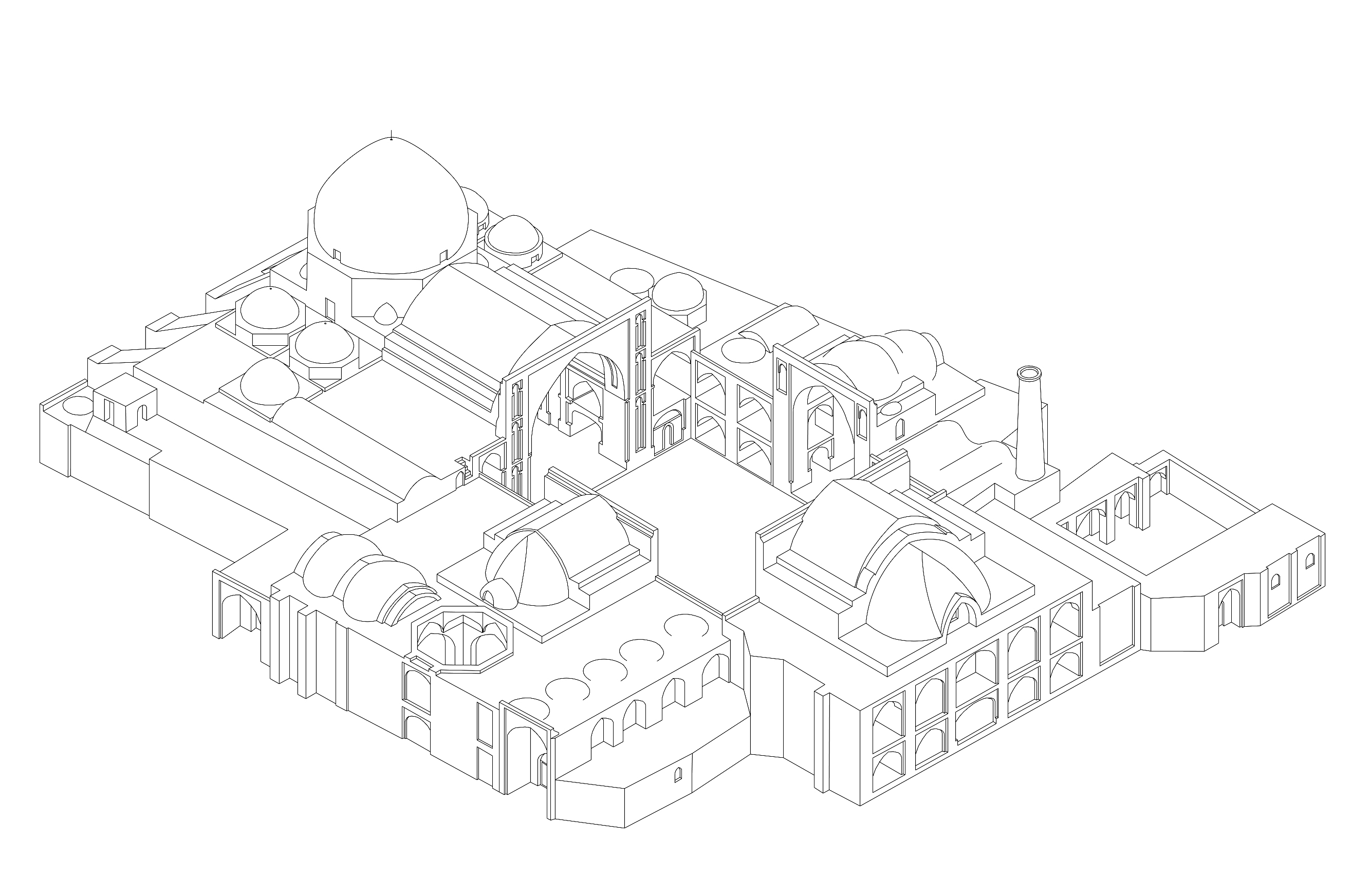
مسجد جامع اردستان-پرسپکتیو ایزومتریک
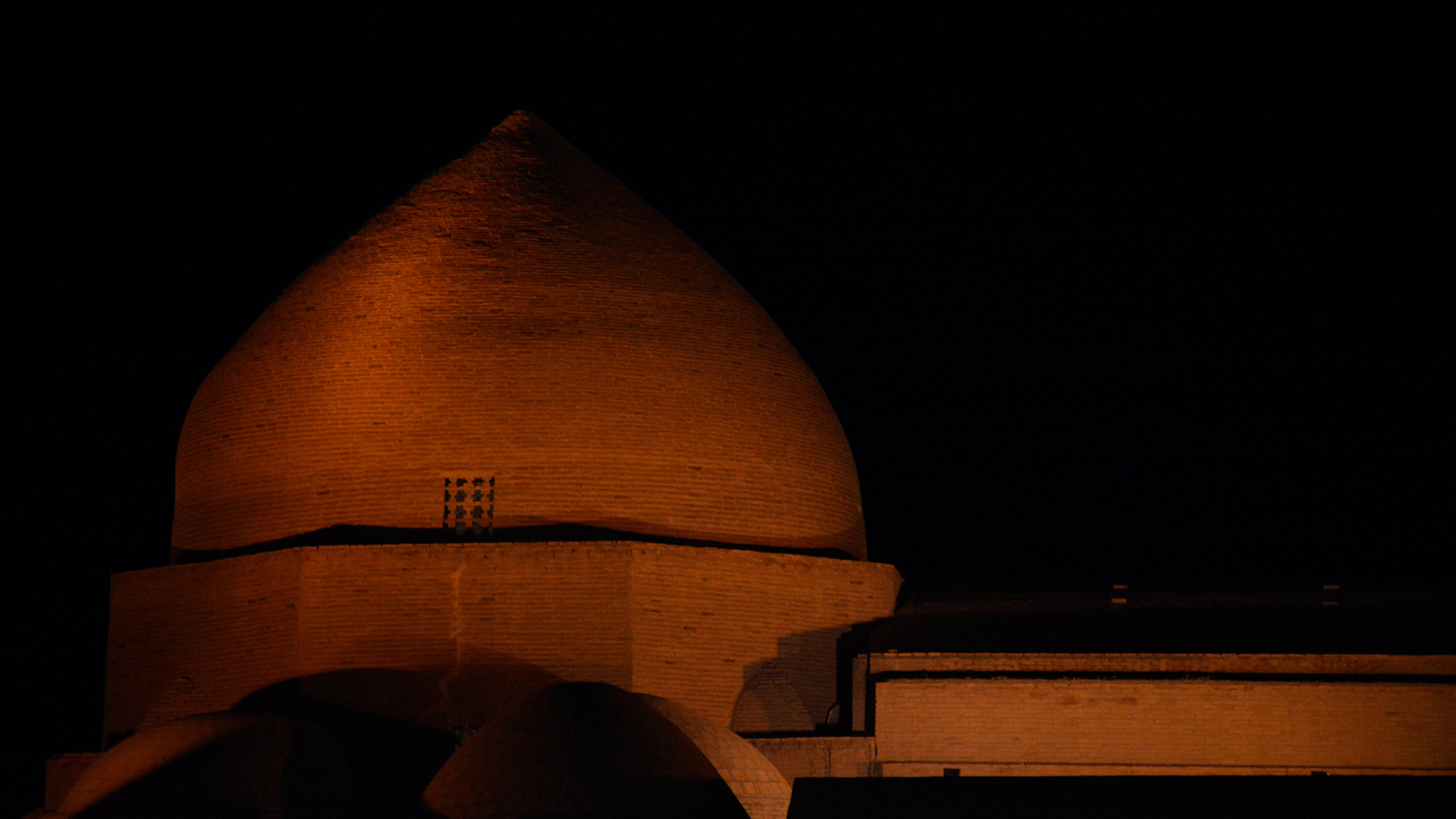
نمای مسجد از خیابان مسجد جامع